# صدف تاجی دورنگ
صدف تاجی دورنگ (نام علمی: Melongena bicolor) نام یک گونه از سرده صدف‌های تاجی است.